# أملج أبيض الدثار
أملج أبيض الدثار (الاسم العلمي:Phyllanthus leucochlamys) هو نوع من النباتات يتبع جنس الأملج من الفصيلة الأملجية.